# 杜米特鲁·奇佩雷
杜米特鲁·奇佩雷（羅馬尼亞語：Dumitru Cipere，1957年10月22日—），罗马尼亚男子拳击运动员。他曾代表罗马尼亚参加1980年夏季奥林匹克运动会拳击比赛，获得男子54公斤级铜牌。